# 广东沿阶草
广东沿阶草（学名：Ophiopogon reversus），又名高節沿階草，为百合科沿阶草属下的一个种。

## 扩展阅读
維基物種上的相關：广东沿阶草